# Zrzędność i przekora
Zrzędność i przekora. Komedia w jednym akcie, wierszem – jednoaktowa, komediowa sztuka teatralna autorstwa Aleksandra Fredry, wystawiona po raz pierwszy 29 grudnia 1822 roku.

## Informacje
Sztuka została napisana najpóźniej w 1822 (ale możliwe są też lata 1819–1820), czyli w pierwszym okresie twórczości Fredry. Prapremiera odbyła się w Warszawie 29 grudnia 1822. Fragmenty sztuki zostały wydrukowane po raz pierwszy w czasopiśmie „Wanda” (nr 3, 22 stycznia 1823) oraz w publikacji Co kto lubi (Warszawa 1824, t. II). Pierwotny tytuł przy pierwszej inscenizacji oraz wydrukowanych fragmentów brzmiał Zrzęda i przekora. Cały tekst wydrukowano po raz pierwszy w Wiedniu w 1826 w pierwszym tomie dwutomowego wydania komedii Fredry. Zachował się czystopis sztuki przygotowany w 1824 na potrzeby cenzury lwowskiej z odręcznymi poprawkami autora.

## Opis fabuły
Głównymi bohaterami sztuki są dwaj bracia, Piotr i Jan, którzy wspólnie sprawują prawną opiekę nad młodą i atrakcyjną Zosią. Dziewczyna chce wyjść za mąż, ma już nawet kandydata w osobie pana Lubomira, jednak trudne charaktery obu opiekunów nie pozwalają im wspólnie podpisać zgody na ślub. Lubomir postanawia zastosować wobec nich fortel. 

## Inscenizacje
W okresie po II wojnie światowej sztuka była wystawiana w teatrach w Warszawie, Zabrzu i Toruniu. Trzykrotnie była adaptowana na słuchowisko Polskiego Radia, zaś dwukrotnie była wystawiana w Teatrze Telewizji. Pierwszą ekranizację, z 1980 roku, wyreżyserował Andrzej Łapicki, zaś w rolach głównych wystąpili Wiesław Michnikowski i Bronisław Pawlik. W 2013 spektakl w reżyserii Mikołaja Grabowskiego był transmitowany na żywo ze studia TVP Kraków w ramach projektu Trzy razy Fredro, a jako bracia wystąpili Roman Gancarczyk i Krzysztof Globisz.

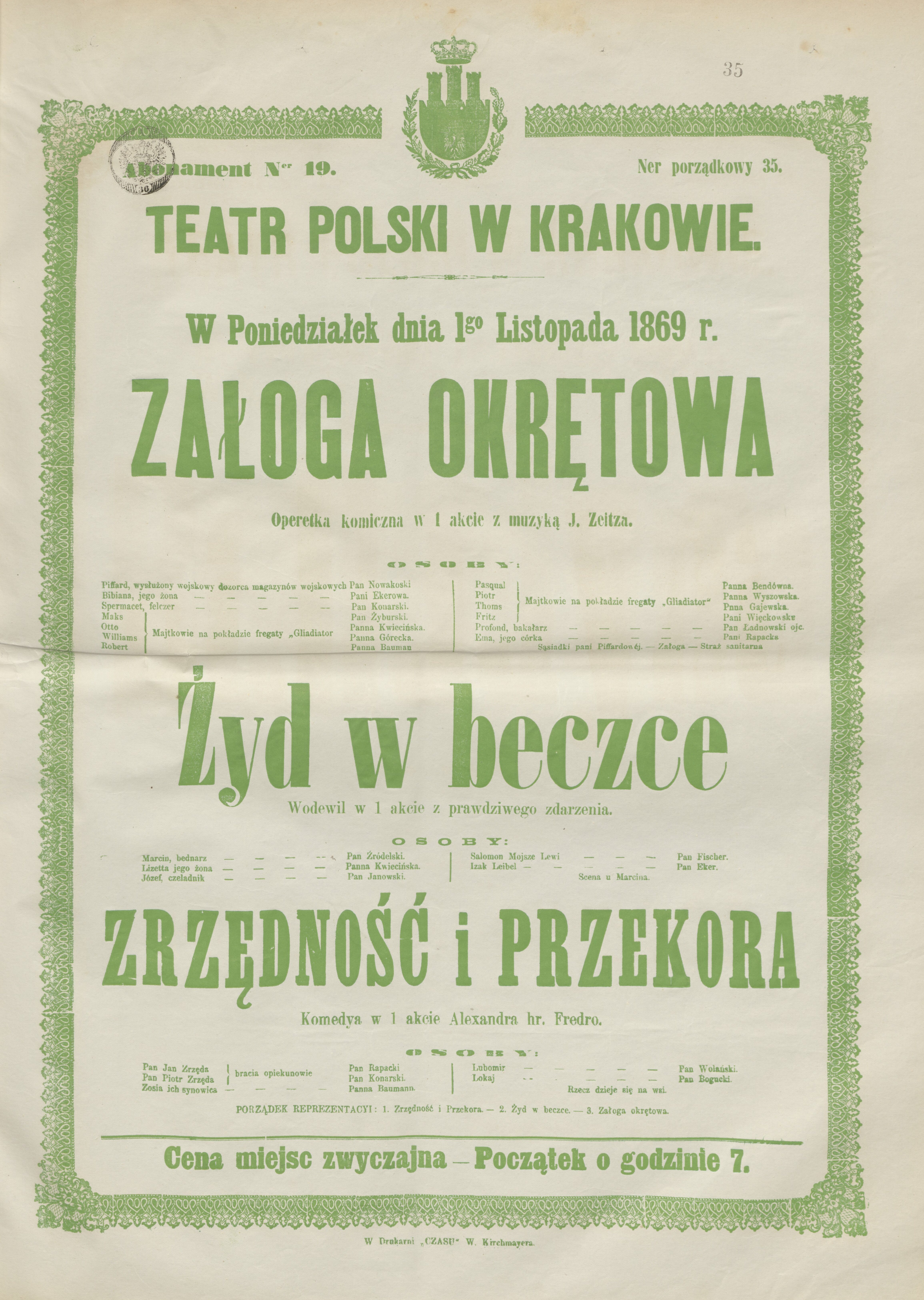
Afisz, Teatr Polski, Kraków, 1869
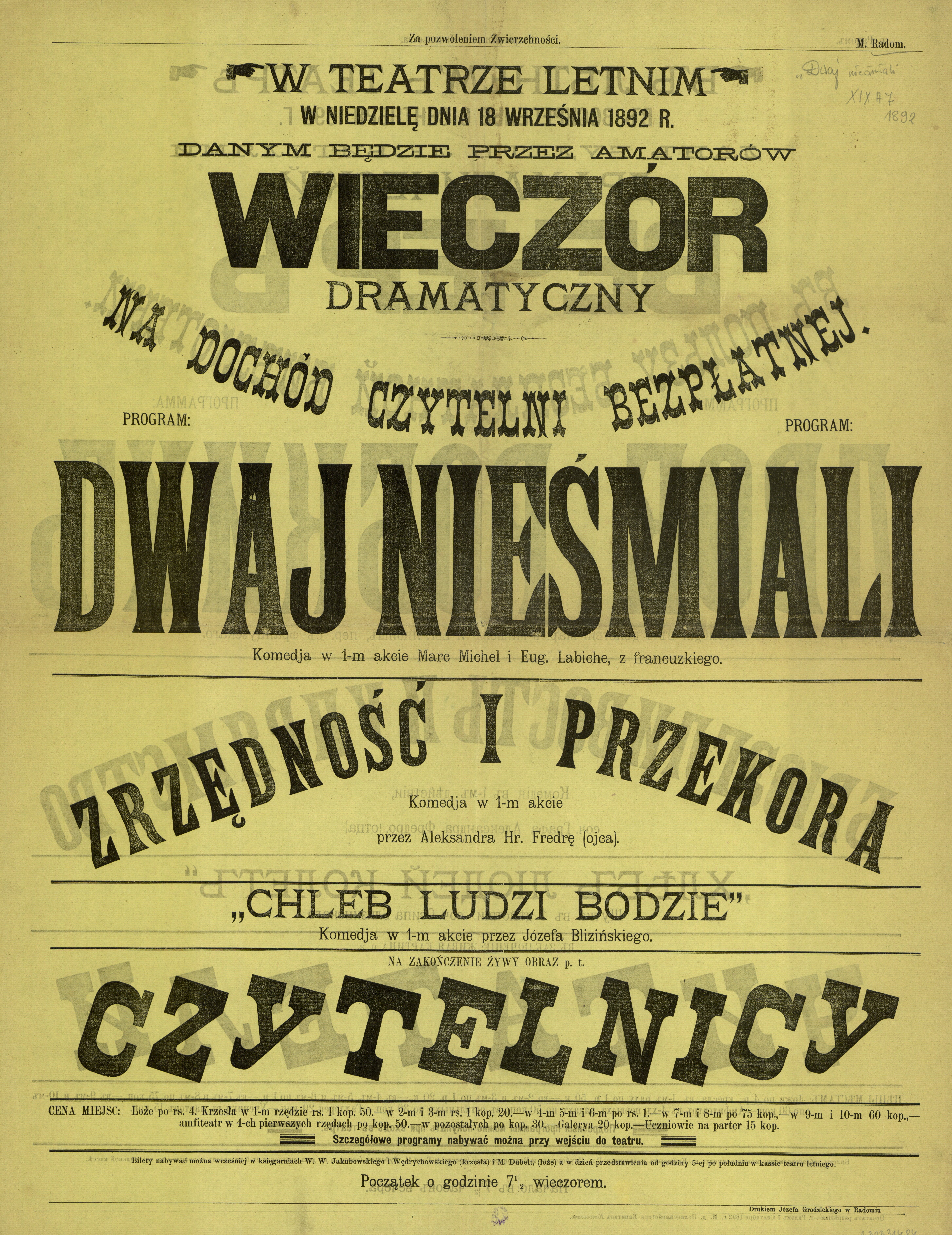
Afisz, Teatr Letni, Radom, 1892
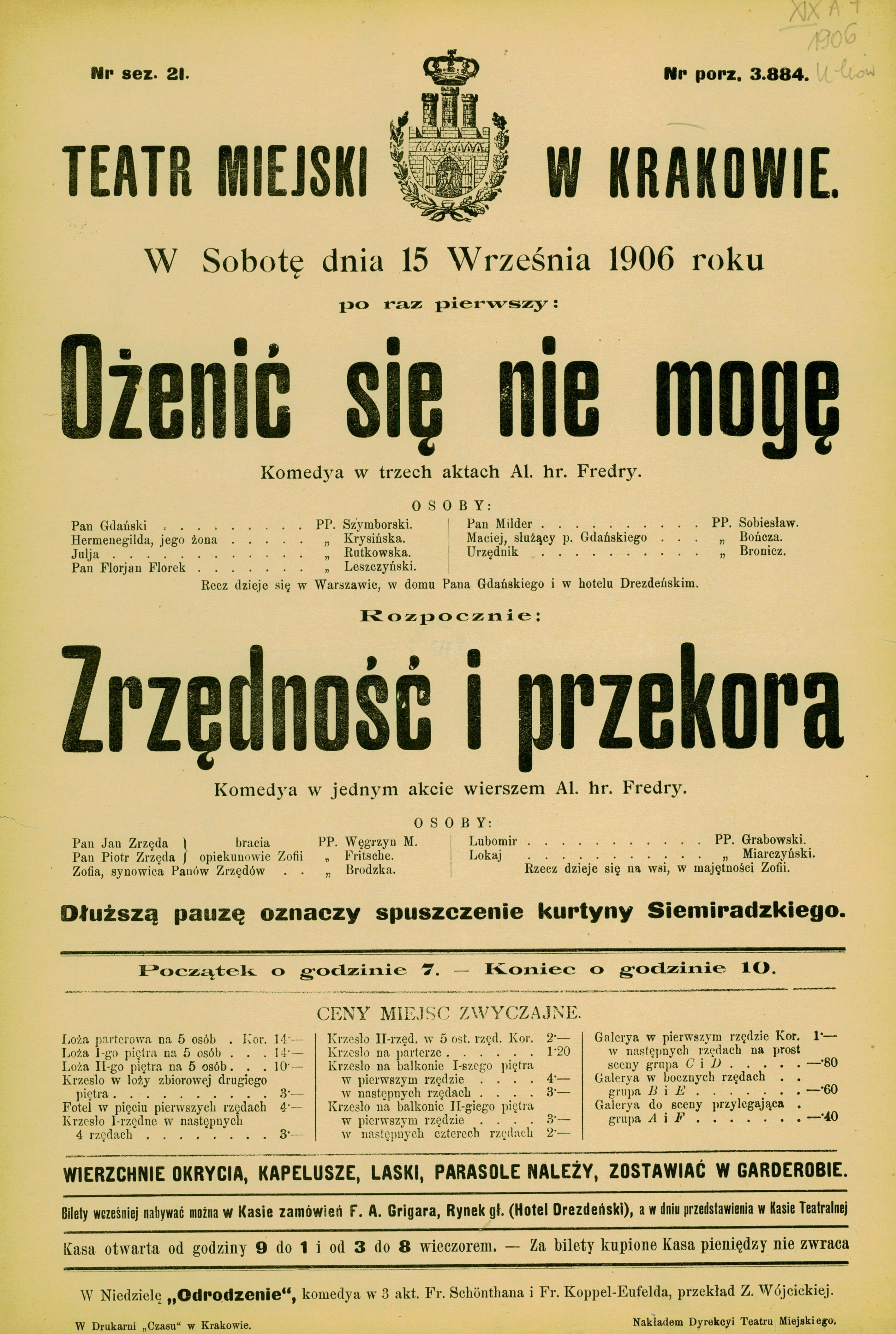
Afisz, Teatr Miejski, Kraków, 1906
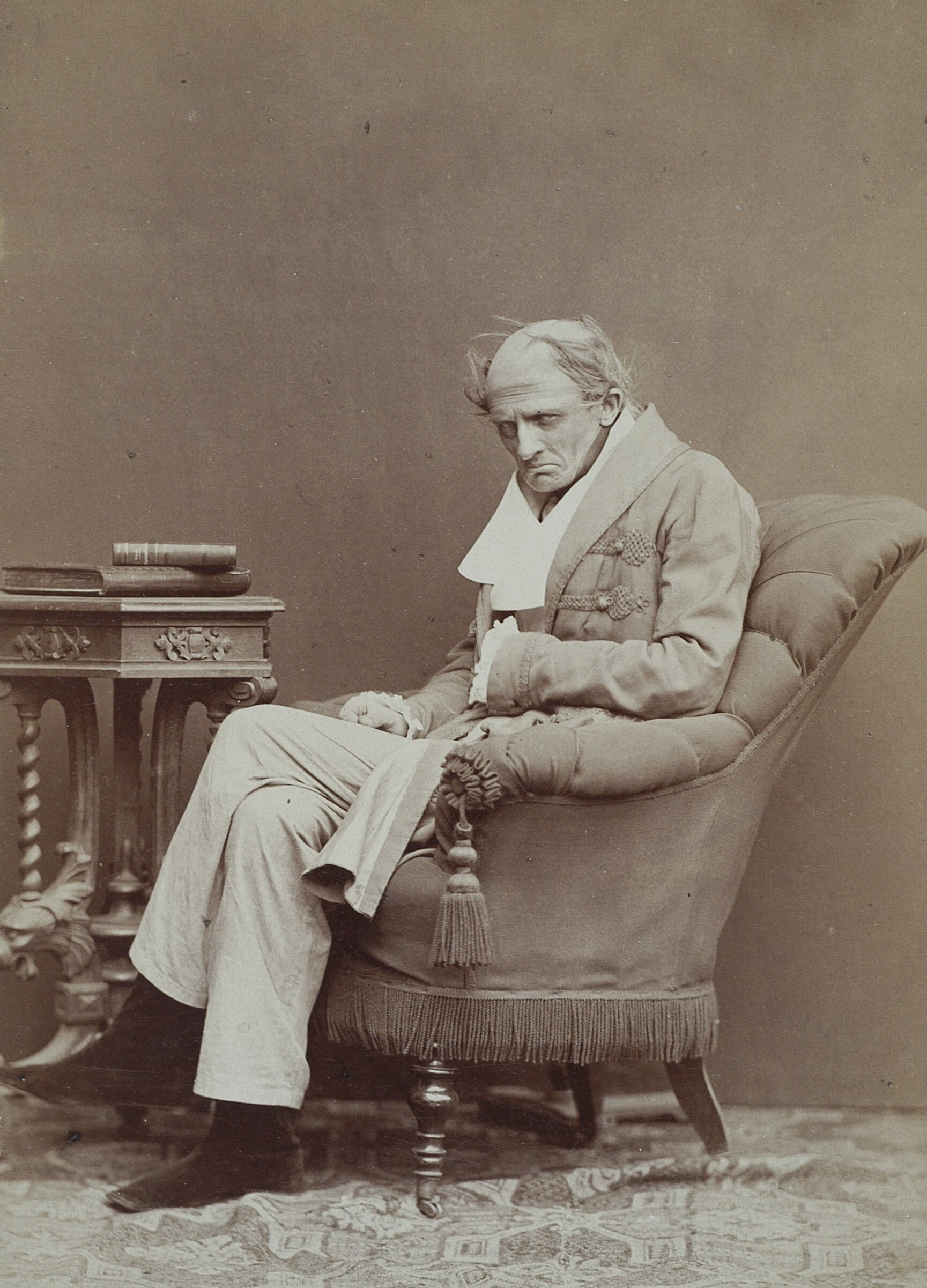
Wincenty Rapacki jako Piotr w sztuce Zrzędność i przekora, około 1880